# Máy đánh bạc

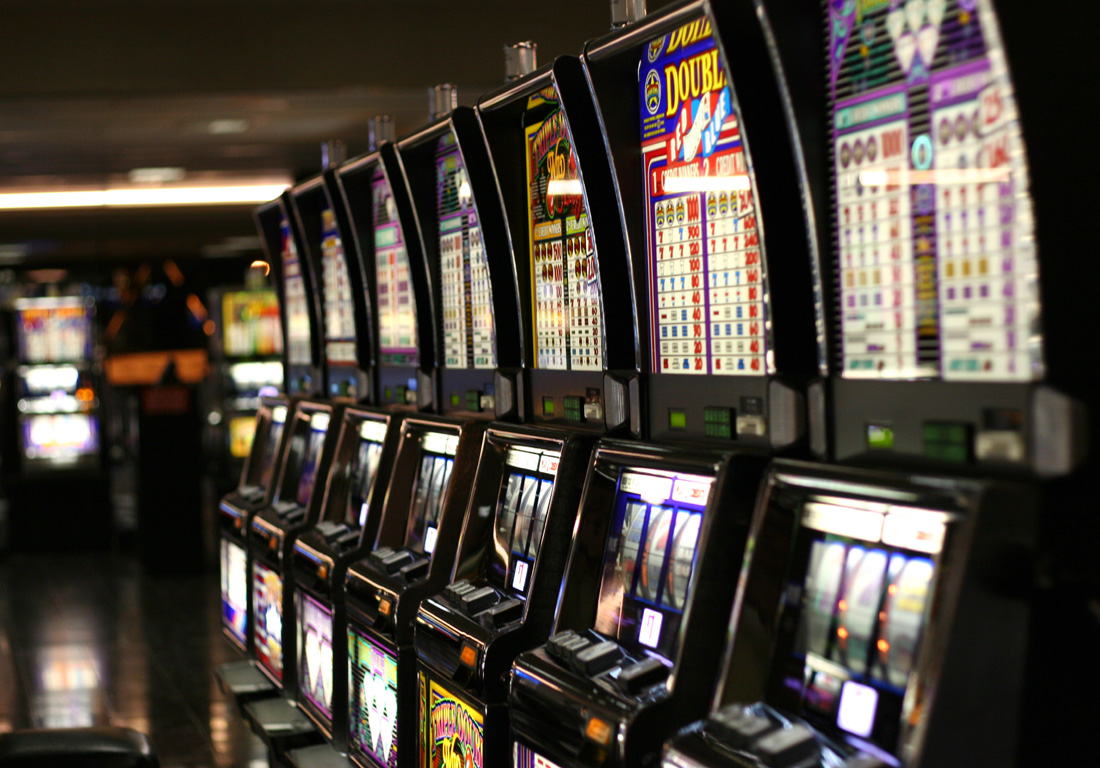
Hàng loạt máy đánh bạc dựa trên kỹ thuật số bên trong một sòng bạc tại Las Vegas

Máy đánh bạc (Tiếng Anh Mỹ), máy trái cây (Tiếng Anh Anh), máy poker hoặc pokies (Tiếng Anh Úc và Tiếng Anh New Zealand), nổ hũ (Tiếng Việt) là một máy cờ bạc tạo ra một trò chơi may rủi cho khách hàng của nó. Máy đánh bạc cũng được biết đến một cách không tôn trọng như kẻ cướp một tay, ám chỉ những cần gạt lớn gắn vào các bên của máy cơ khí đầu tiên, và khả năng của trò chơi để làm trống túi và ví của người chơi như kẻ cướp sẽ làm. Bố cục tiêu chuẩn của một máy đánh bạc có một màn hình hiển thị ba hoặc nhiều hơn các cuộn "quay" khi trò chơi được kích hoạt. Một số máy đánh bạc hiện đại vẫn bao gồm một cần gạt như một đặc điểm thiết kế skeuomorph để kích hoạt trò chơi. Tuy nhiên, các hoạt động cơ học của máy ban đầu đã được thay thế bởi các máy phát số ngẫu nhiên, và hầu hết ngày nay được vận hành bằng cách sử dụng các nút và màn hình cảm ứng.
Máy đánh bạc bao gồm một hoặc nhiều máy dò tiền tệ kiểm tra hình thức thanh toán, cho dù đó là đồng xu, tiền giấy, phiếu voucher, hoặc token. Máy trả tiền theo mô hình các biểu tượng được hiển thị khi các cuộn dừng "quay". Máy đánh bạc là phương thức đánh bạc phổ biến nhất trong các sòng bạc và chiếm khoảng 70% thu nhập trung bình của một sòng bạc ở Mỹ. Công nghệ kỹ thuật số đã tạo ra những biến thể trong khái niệm máy đánh bạc ban đầu. Do người chơi thực chất đang chơi một trò chơi video, nhà sản xuất có thể cung cấp thêm các yếu tố tương tác, như vòng bonus nâng cao và đồ họa video đa dạng hơn. Thuật ngữ "máy đánh bạc" xuất phát từ các khe trên máy để chèn và lấy lại đồng xu. "Máy trái cây" xuất phát từ những hình ảnh trái cây truyền thống trên các cuộn quay như chanh và quả anh đào.

## Lịch sử

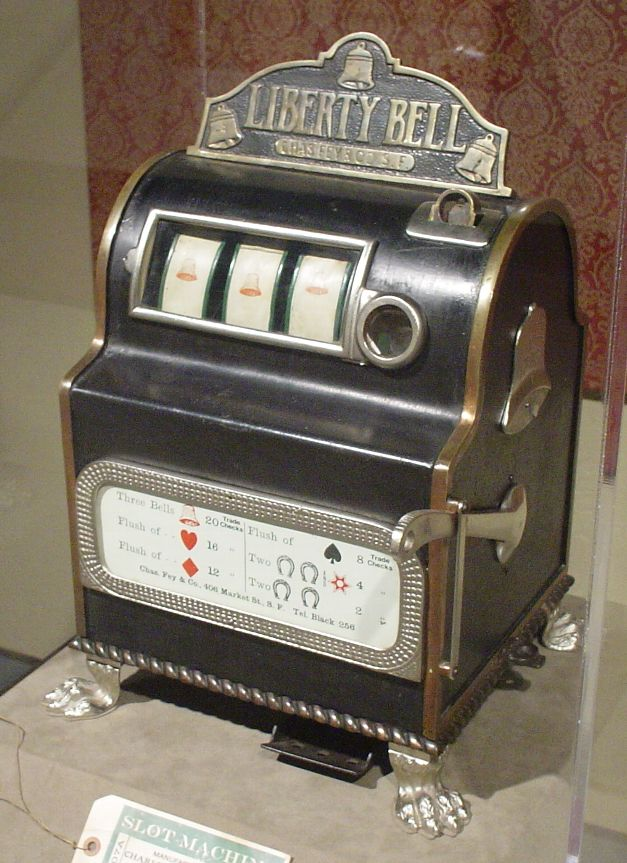
1899 "Liberty Bell" máy, do Charles Fey sản xuất.

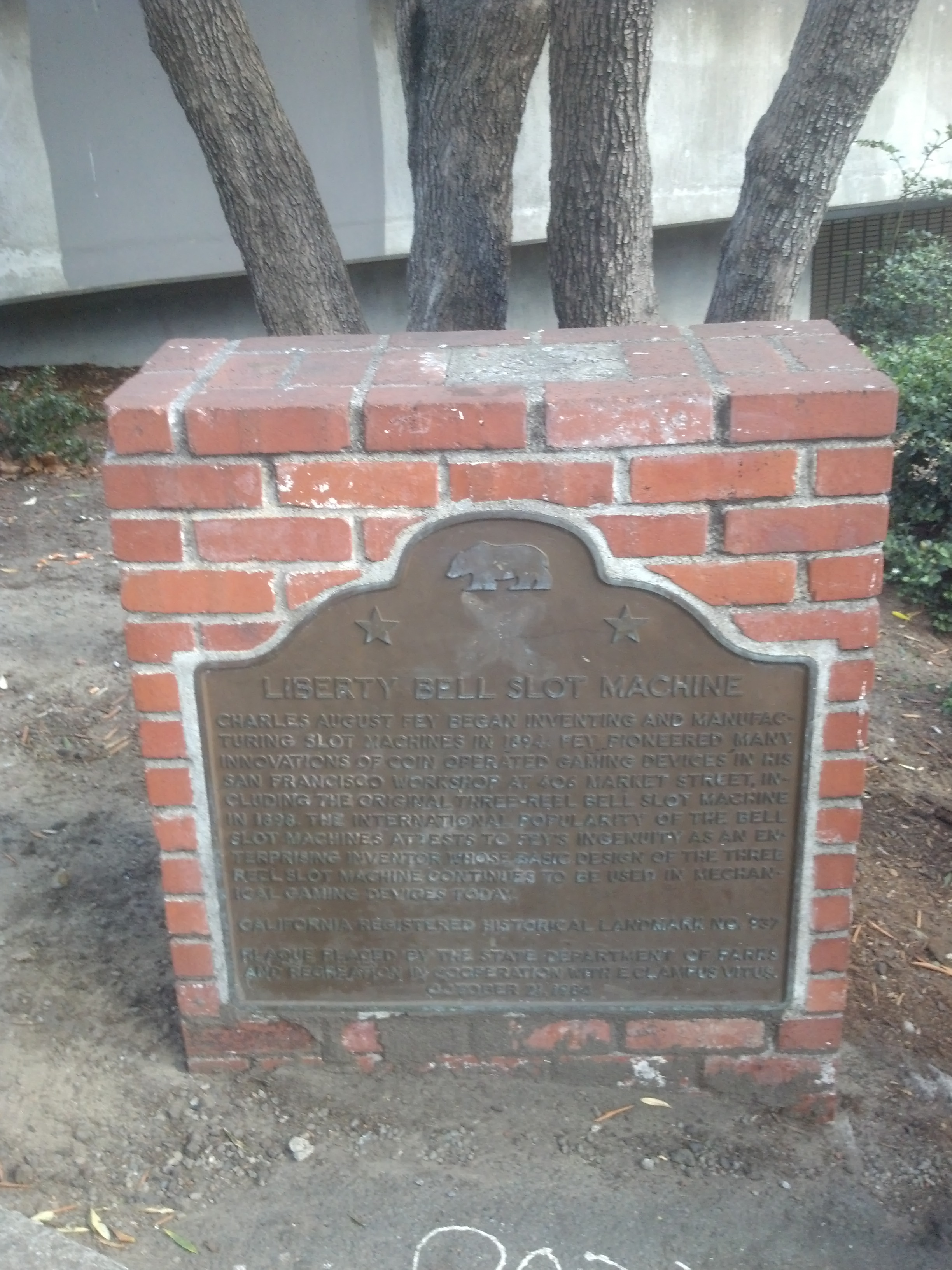
Biển đánh dấu vị trí của xưởng Charles Fey tại San Francisco, nơi ông phát minh ra máy đánh bạc ba cuộn. Vị trí này là một Địa điểm lịch sử California.

Sittman và Pitt từ Brooklyn, New York, phát triển một máy cờ bạc vào năm 1891, đây là tiền thân của máy đánh bạc hiện đại. Nó chứa năm trống chứa tổng cộng 50 mặt thẻ và dựa trên poker. Máy đã trở nên vô cùng phổ biến, và sớm nhiều quán bar trong thành phố có một hoặc nhiều máy này. Người chơi sẽ chèn một nickel và kéo một cần gạt, cái sẽ làm quay các trống và các thẻ mà họ giữ, người chơi hy vọng rằng mình sẽ có một bộ poker tốt. Không có cơ chế trả tiền trực tiếp, vì vậy một đôi vua có thể giúp người chơi nhận được một bia miễn phí, trong khi một cạ rô có thể trả thưởng bằng xì gà hoặc thức uống; các giải thưởng hoàn toàn phụ thuộc vào những gì cơ sở kinh doanh cung cấp. Để cải thiện tỷ lệ cược cho ngôi nhà, hai lá bài thường bị loại bỏ khỏi bộ bài, lá bài mười píc và jack cơ, kép tỷ lệ cược chống lại việc thắng một cạ rô. Các trống cũng có thể được sắp xếp lại để giảm thêm cơ hội thắng của người chơi.
Vì số lượng lớn các kết quả thắng có thể có trong trò chơi ban đầu dựa trên poker, việc tạo ra một máy có khả năng trả tiền tự động cho tất cả các tổ hợp thắng có thể đã trở nên hầu như không thể. Vào một thời điểm nào đó giữa năm 1887 và 1895, Charles Fey từ San Francisco, California đã tạo ra một cơ chế tự động đơn giản hơn nhiều với ba cuộn quay chứa tổng cộng năm biểu tượng: horseshoes, kim cương, píc, cơ và một Liberty Bell; cái chuông đã đặt tên cho máy. Bằng cách thay thế mười lá bài bằng năm biểu tượng và sử dụng ba cuộn quay thay vì năm trống, độ phức tạp của việc đọc một chiến thắng đã được giảm đáng kể, cho phép Fey thiết kế một cơ chế trả tiền tự động hiệu quả. Ba cái chuông liên tiếp tạo ra mức thanh toán lớn nhất, mười nickel (50¢). Liberty Bell đã thành công lớn và tạo ra một ngành công nghiệp thiết bị cờ bạc cơ khí phát triển. Sau vài năm, các thiết bị bị cấm ở California, nhưng Fey vẫn không thể đáp ứng nhu cầu về chúng ở nơi khác. Máy Liberty Bell đã trở nên rất phổ biến đến mức nó đã được nhiều nhà sản xuất máy đánh bạc sao chép. Những chiếc máy Liberty Bell đầu tiên do nhà sản xuất Herbert Mills sản xuất vào năm 1907. Đến năm 1908, các máy "chuông" đã được cài đặt trong các cửa hàng xì gà, nhà thổ và tiệm cắt tóc. Các máy đầu tiên, bao gồm máy Liberty Bell năm 1899, hiện là một phần của Bộ sưu tập Fey tại Bảo tàng Quốc gia Nevada.
Những chiếc máy Liberty Bell đầu tiên do Mills sản xuất đã sử dụng cùng các biểu tượng trên các cuộn quay như Charles Fey đã tạo ra. Không lâu sau đó, một phiên bản khác đã được sản xuất với các biểu tượng yêu nước, như cờ và vòng hoa, trên các bánh xe. Sau đó, một máy tương tự gọi là Operator's Bell đã được sản xuất, bao gồm tùy chọn thêm một phụ kiện bán kẹo cao su. Do loại kẹo cao su được cung cấp có hương vị trái cây, các biểu tượng trái cây đã được đặt trên các cuộn quay: chanh, anh đào, cam và mận. Một cái chuông đã được giữ lại, và một hình ảnh của một que kẹo cao su Bell-Fruit Gum, nguồn gốc của biểu tượng thanh, cũng đã được hiển thị. Bộ biểu tượng này đã trở nên rất phổ biến và đã được sử dụng bởi các công ty khác bắt đầu sản xuất máy đánh bạc của riêng họ: Caille, Watling, Jennings và Pace.
Một kỹ thuật thường được sử dụng để tránh các luật cờ bạc ở một số bang là trao giải thưởng thức ăn. Vì lý do này, nhiều máy bán kẹo cao su và máy bán hàng tự động khác đã bị toà án đối xử với sự ngờ vực. Hai vụ kiện ở Iowa là State v. Ellis và State v. Striggles đều được sử dụng trong các lớp học về luật hình sự để minh họa khái niệm về việc dựa vào quyền lực liên quan đến ignorantia juris non excusat ("sự không biết luật pháp không phải là lý do để biện hộ"). Trong những vụ kiện này, một máy bán kẹo bạc hà đã bị tuyên bố là một thiết bị cờ bạc vì máy sẽ, do cơ hội sản xuất nội bộ, đôi khi cung cấp cho người dùng tiếp theo nhiều đồng xu có thể đổi lấy thêm kẹo. Mặc dù kết quả của lần sử dụng tiếp theo trên máy được hiển thị, toà án đã phán quyết rằng "[t]he machine appealed to the player's propensity to gamble, and that is [a] vice."
Vào năm 1963, Bally phát triển ra chiếc máy đánh bạc hoàn toàn điện tử đầu tiên có tên là Money Honey (mặc dù những máy trước đó như máy draw-poker High Hand của Bally đã thể hiện những nguyên tắc cơ bản của cấu trúc điện tử từ năm 1940). Cơ chế hoạt động điện cơ của Money Honey đã biến nó thành chiếc máy đánh bạc đầu tiên với ngăn chứa không đáy và thanh toán tự động lên đến 500 đồng tiền mà không cần sự giúp đỡ của người phục vụ. Sự phổ biến của máy này đã dẫn đến sự thống trị ngày càng tăng của các trò chơi điện tử, với cần gạt bên sớm trở thành vô dụng.
Chiếc máy đánh bạc video đầu tiên được phát triển vào năm 1976 tại Kearny Mesa, California bởi Fortune Coin Co. có trụ sở tại Las Vegas. Máy này sử dụng một máy nhận màu Trinitron của Sony 19 inch đã được chỉnh sửa cho màn hình hiển thị và các bảng logic cho tất cả các chức năng của máy đánh bạc. Nguyên mẫu đã được lắp đặt trong một tủ máy đánh bạc đủ kích cỡ, sẵn sàng cho triển lãm. Các đơn vị sản xuất đầu tiên đã được thử nghiệm tại Khách sạn Hilton Las Vegas. Sau một số sửa đổi để ngăn chặn các nỗ lực gian lận, máy đánh bạc video đã được Ủy ban Cờ bạc Bang Nevada phê duyệt và cuối cùng tìm thấy sự phổ biến tại Las Vegas Strip và trong các sòng bạc trung tâm thành phố. Fortune Coin Co. và công nghệ máy đánh bạc video của nó đã được International Game Technology (IGT) mua lại vào năm 1978.
Chiếc máy đánh bạc video đầu tiên của Mỹ cung cấp một "màn hình thứ hai" cho vòng quay bonus là Reel 'Em In, được WMS Industries phát triển vào năm 1996. Loại máy này đã xuất hiện ở Úc từ ít nhất năm 1994 với trò chơi Three Bags Full. Với loại máy này, màn hình hiển thị thay đổi để cung cấp một trò chơi khác trong đó có thể được trao thêm giải thưởng.

## Hoạt động

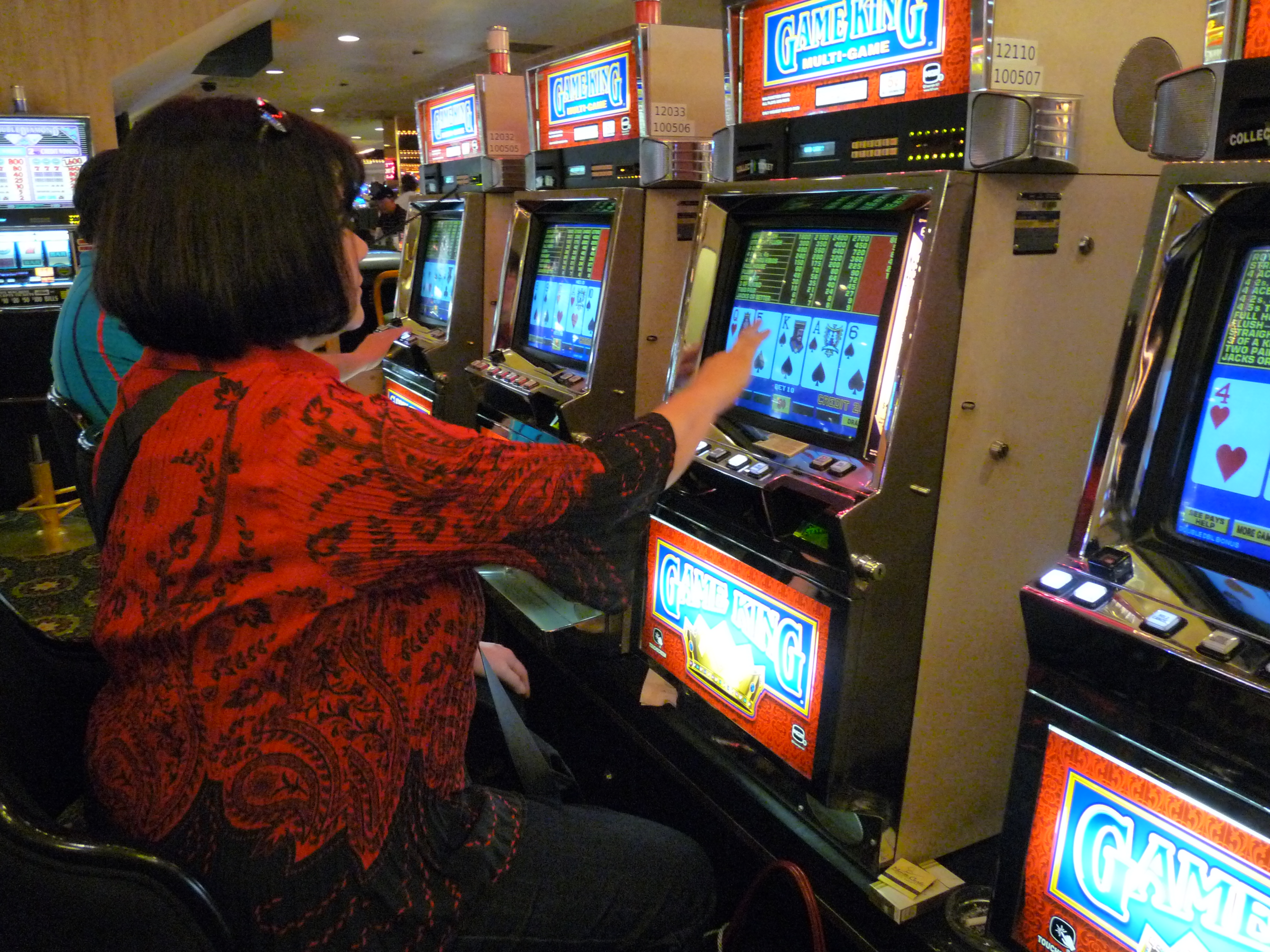
Một người chơi máy đánh bạc video tại Las Vegas

Tùy vào máy, người chơi có thể thêm tiền mặt hoặc, trong máy "ticket-in, ticket-out", một vé giấy với mã vạch, vào khe được chỉ định trên máy. Máy sau đó được kích hoạt bằng cách kéo cần gạt hoặc nhấn nút (hoặc cảm ứng trên màn hình cảm ứng), kích hoạt các cuộn quay và dừng lại để sắp xếp lại các biểu tượng. Nếu người chơi khớp với một tổ hợp biểu tượng thắng, người chơi kiếm được điểm dựa trên bảng thanh toán. Biểu tượng thay đổi tùy theo chủ đề của máy. Các biểu tượng cổ điển bao gồm các đối tượng như trái cây, chuông và số bảy may mắn được tạo kiểu. Hầu hết các trò chơi đánh bạc đều có một chủ đề, như một phong cách, địa điểm hoặc nhân vật cụ thể. Biểu tượng và các tính năng bonus khác của trò chơi thường được sắp xếp theo chủ đề. Một số chủ đề được cấp phép từ các nhượng quyền phương tiện truyền thông phổ biến, bao gồm phim, series truyền hình (bao gồm các chương trình trò chơi như Wheel of Fortune), nghệ sĩ giải trí và nhạc sĩ.
Máy đánh bạc nhiều dòng đã trở nên phổ biến hơn kể từ những năm 1990. Những máy này có nhiều hơn một đường thanh toán, có nghĩa là các biểu tượng có thể nhìn thấy mà không được sắp xếp trên dòng ngang chính có thể được xem là các tổ hợp thắng. Máy đánh bạc ba cuộn truyền thống thường có một, ba hoặc năm đường thanh toán trong khi máy đánh bạc video có thể có 9, 15, 25 hoặc nhiều như 1024 đường thanh toán khác nhau. Hầu hết chấp nhận số lượng biến đổi của điểm để chơi, với từ 1 đến 15 điểm trên mỗi dòng là điển hình. Số tiền cược càng cao, số tiền thanh toán khi người chơi thắng sẽ càng cao.
Một trong những khác biệt chính giữa máy đánh bạc video và máy đánh bạc cuộn là cách tính toán thanh toán. Với máy cuộn, cách duy nhất để giành được giải thưởng lớn nhất là chơi số đồng tiền tối đa (thường là ba, đôi khi bốn hoặc thậm chí năm đồng tiền mỗi lượt quay). Với máy video, giá trị thanh toán cố định được nhân với số đồng tiền trên mỗi dòng đang được cược. Nói cách khác: trên máy cuộn, tỷ lệ cược thường thuận lợi hơn nếu người chơi chơi với số lượng đồng tiền tối đa. Tuy nhiên, tùy thuộc vào cấu trúc của trò chơi và các tính năng bonus, một số máy đánh bạc video có thể vẫn bao gồm các tính năng tăng cơ hội giành được tiền thưởng bằng cách đặt cược cao hơn.

Một trò chơi "nhiều cách" với nhiều dòng thắng

Các trò chơi "nhiều cách" từ bỏ các dòng thanh toán cố định để cho phép các biểu tượng thanh toán ở bất kỳ đâu, miễn là có ít nhất một biểu tượng ở ít nhất ba cuộn liên tiếp từ trái sang phải. Các trò chơi nhiều cách có thể được cấu hình để cho phép người chơi đặt cược theo cuộn: ví dụ, trên một trò chơi với mô hình 3x5 (thường được gọi là trò chơi 243 cách), chơi một cuộn cho phép tất cả ba biểu tượng trong cuộn đầu tiên có khả năng thanh toán, nhưng chỉ dòng giữa thanh toán trên các cuộn còn lại (thường được chỉ định bằng cách làm tối các phần không sử dụng của các cuộn). Các trò chơi nhiều cách khác sử dụng mô hình 4x5 hoặc 5x5, nơi có tới năm biểu tượng trong mỗi cuộn, cho phép tới 1,024 và 3,125 cách để thắng tương ứng. Nhà sản xuất Úc Aristocrat Leisure đánh dấu các trò chơi sử dụng hệ thống này là "Reel Power", "Xtra Reel Power" và "Super Reel Power". Một biến thể liên quan đến các mô hình nơi các biểu tượng thanh toán liền kề với nhau. Hầu hết những trò chơi này có một cấu trúc cuộn lục giác, và giống như các trò chơi nhiều cách, bất kỳ mô hình nào không được chơi sẽ được làm tối để không sử dụng.
Đơn vị tiền tệ có thể dao động từ 1 cent ("penny slots") tất cả đường lên tới 100.00 đô la hoặc nhiều hơn mỗi tín dụng. Những cái sau cùng thường được biết đến là máy "giới hạn cao", và các máy được cấu hình để cho phép các cược như vậy thường được đặt tại các khu vực riêng biệt (có thể có một đội ngũ nhân viên riêng để phục vụ nhu cầu của những người chơi tại đây). Máy tự động tính số tín dụng mà người chơi nhận được đổi với tiền mặt đã cho vào. Các máy mới hơn thường cho phép người chơi chọn từ một lựa chọn các đơn vị tiền tệ trên một màn hình chào mừng hoặc menu.

## Bảng thanh toán
Mỗi máy có một bảng liệt kê số tín dụng mà người chơi sẽ nhận được nếu các biểu tượng được liệt kê trên bảng thanh toán xếp hàng trên dòng thanh toán của máy. Một số biểu tượng là wild và có thể đại diện cho nhiều, hoặc tất cả, các biểu tượng khác để hoàn thành một dòng thắng. Đặc biệt trên các máy cũ, bảng thanh toán được liệt kê trên mặt máy, thường trên và dưới khu vực chứa bánh xe. Trên máy đánh bạc video, chúng thường được chứa trong một menu trợ giúp, cùng với thông tin về các tính năng khác.

## Công nghệ

### Cuộn
Trong lịch sử, tất cả các máy đánh bạc đã sử dụng cuộn cơ học xoay vòng để hiển thị và xác định kết quả. Mặc dù máy đánh bạc ban đầu sử dụng năm cuộn, máy có ba cuộn đơn giản hơn, và do đó đáng tin cậy hơn, nhanh chóng trở thành tiêu chuẩn.
Vấn đề với máy ba cuộn là số lượng tổ hợp chỉ là khối - máy đánh bạc ban đầu với ba cuộn cơ học và 10 biểu tượng trên mỗi cuộn chỉ có 103 = 1.000 tổ hợp có thể. Điều này hạn chế khả năng của nhà sản xuất cung cấp jackpot lớn vì ngay cả sự kiện hiếm nhất cũng chỉ có xác suất 0,1%. Thanh toán lý thuyết tối đa, giả sử 100% trở về cho người chơi sẽ là 1000 lần cược, nhưng điều đó sẽ không để lại không gian cho các lần thanh toán khác, khiến máy có rủi ro rất cao, và cũng khá chán chường.
Mặc dù số lượng biểu tượng cuối cùng tăng lên khoảng 22, cho phép 10.648 tổ hợp, điều này vẫn hạn chế kích thước jackpot cũng như số lượng kết quả có thể xảy ra.
Tuy nhiên, vào thập kỷ 1980, các nhà sản xuất máy đánh bạc đã kết hợp điện tử vào sản phẩm của họ và lập trình chúng để đánh trọng lượng cho các biểu tượng cụ thể. Do đó, xác suất của các biểu tượng thua xuất hiện trên dòng thanh toán trở nên không cân xứng với tần suất thực tế của chúng trên cuộn cơ học. Một biểu tượng chỉ xuất hiện một lần trên cuộn được hiển thị cho người chơi, nhưng có thể, thực tế, chiếm nhiều dừng lại trên cuộn nhiều.
Năm 1984, Inge Telnaes nhận được bằng sáng chế cho một thiết bị có tiêu đề, "Thiết bị game điện tử sử dụng máy phát số ngẫu nhiên để chọn vị trí dừng của cuộn" (US Patent 4448419), có nội dung: "Việc tạo ra một máy mà người chơi cảm nhận rằng có cơ hội trả thưởng lớn hơn so với thực tế là quan trọng, với các giới hạn hợp pháp mà các trò chơi may rủi phải tuân thủ." Bằng sáng chế sau đó được International Game Technology mua lại và hiện nay đã hết hạn.
Một cuộn ảo có 256 vị trí dừng ảo cho mỗi cuộn sẽ cho phép tới 2563 = 16.777.216 vị trí cuối cùng. Nhà sản xuất có thể chọn cung cấp jackpot 1 triệu đô la cho mỗi cược 1 đô la, tự tin rằng trên thời gian dài, việc này chỉ xảy ra sau mỗi 16,8 triệu lần chơi.

### Tính toán hóa
Với việc vi xử lý trở nên phổ biến, máy tính bên trong các máy đánh bạc hiện đại cho phép nhà sản xuất gán xác suất khác nhau cho mỗi biểu tượng trên mỗi cuộn. Đối với người chơi, có thể dường như biểu tượng thắng "gần như đã tới", trong khi thực tế xác suất lại thấp hơn nhiều.
Trong những năm 1980 tại Vương quốc Anh, các máy sử dụng vi xử lý trở nên phổ biến. Những máy này sử dụng nhiều tính năng để đảm bảo việc trả thưởng được kiểm soát trong giới hạn của luật cờ bạc. Khi một đồng tiền được thả vào máy, nó có thể đi trực tiếp vào hòm tiền cho lợi ích của chủ sở hữu hoặc vào kênh tạo thành bể chứa tiền thắng, với vi xử lý giám sát số đồng tiền trong kênh này. Các trống được điều khiển bởi động cơ bước, được kiểm soát bởi bộ xử lý và với cảm biến tiếp cận giám sát vị trí của các trống. Bảng "tra cứu" trong phần mềm cho phép bộ xử lý biết các biểu tượng nào đang được hiển thị trên các trống cho người chơi. Điều này cho phép hệ thống kiểm soát mức độ thanh toán bằng cách dừng các trống ở các vị trí mà nó đã xác định. Nếu kênh thanh toán đã đầy, việc trả thưởng trở nên rộng lượng hơn; nếu gần như trống, thanh toán trở nên ít hơn (do đó kiểm soát tốt cơ hội).

### Máy đánh bạc video
Máy đánh bạc video không sử dụng trống cơ học, nhưng sử dụng trống đồ họa trên màn hình hiển thị điện tử. Vì không có ràng buộc cơ học trên thiết kế của máy đánh bạc video, các trò chơi thường sử dụng ít nhất năm cuộn, và cũng có thể sử dụng các bố cục không chuẩn. Điều này mở rộng rất nhiều khả năng: một máy có thể có 50 hoặc nhiều hơn các biểu tượng trên một cuộn, cung cấp tỷ lệ cược lên đến 300 triệu đối 1 - đủ cho cả giải thưởng lớn nhất. Vì có quá nhiều tổ hợp có thể xảy ra với năm cuộn, nhà sản xuất không cần phải gán trọng lượng cho các biểu tượng thanh toán (mặc dù một số vẫn có thể vẫn làm như vậy). Thay vào đó, các biểu tượng thanh toán cao hơn thường chỉ xuất hiện một hoặc hai lần trên mỗi cuộn, trong khi các biểu tượng phổ biến hơn mang lại một khoản thanh toán thường xuyên sẽ xuất hiện nhiều lần. Máy đánh bạc video thường sử dụng đa phương tiện nhiều hơn, và có thể bao gồm các minigame phức tạp hơn như các tiền thưởng. Tủ hiện đại thường sử dụng màn hình phẳng, nhưng tủ sử dụng màn hình cong lớn hơn (có thể cung cấp trải nghiệm hấp dẫn hơn cho người chơi) cũng không phải là hiếm.
Máy đánh bạc video thường khuyến khích người chơi chơi nhiều "dòng": thay vì chỉ lấy giữa ba biểu tượng được hiển thị trên mỗi cuộn, một dòng có thể đi từ trên cùng bên trái đến dưới cùng bên phải hoặc bất kỳ mô hình nào do nhà sản xuất chỉ định. Vì mỗi biểu tượng đều có khả năng xuất hiện như nhau, nhà sản xuất không gặp khó khăn trong việc cho phép người chơi chọn bất kỳ dòng nào có thể cung cấp - lợi tức dài hạn cho người chơi sẽ là như nhau. Sự khác biệt đối với người chơi là càng chơi nhiều dòng, họ càng có khả năng được trả tiền sau một lần quay nhất định (vì họ đang đặt cược nhiều hơn).
Để tránh tình trạng như tiền của người chơi đang từ từ mất đi (trong khi một khoản thanh toán 100 tín dụng trên một máy đơn dòng sẽ là 100 cược và người chơi sẽ cảm thấy họ đã thắng lớn, trên một máy 20 dòng, chỉ là năm cược và không có vẻ đáng kể), các nhà sản xuất thường cung cấp các trò chơi bonus, có thể trả lại nhiều lần số cược của họ. Người chơi được khuyến khích tiếp tục chơi để đạt được bonus: ngay cả khi họ đang thua, trò chơi bonus có thể cho phép họ lấy lại số tiền họ đã thua.

### Máy phát số ngẫu nhiên
Tất cả các máy hiện đại được thiết kế bằng cách sử dụng máy phát số giả ngẫu nhiên ("PRNGs"), liên tục tạo ra một chuỗi số ngẫu nhiên mô phỏng, với tốc độ hàng trăm hoặc có thể là hàng nghìn mỗi giây. Ngay khi nút "Chơi" được nhấn, số ngẫu nhiên mới nhất được sử dụng để xác định kết quả. Điều này có nghĩa là kết quả sẽ thay đổi tùy thuộc vào thời điểm chơi. Một phần nhỏ giây sớm hơn hoặc muộn hơn và kết quả sẽ khác.
Quan trọng là máy cần phải chứa một cài đặt RNG chất lượng cao. Bởi vì tất cả PRNGs phải lặp lại chuỗi số của mình và, nếu chu kỳ ngắn hoặc PRNG bị lỗi nào đó, một người chơi nâng cao có thể dự đoán được kết quả tiếp theo. Có quyền truy cập vào mã PRNG và giá trị hạt giống, Ronald Dale Harris, một lập trình viên máy đánh bạc trước đây, đã khám phá ra các phương trình cho các trò chơi cờ bạc cụ thể như Keno cho phép anh ta dự đoán những số sẽ được chọn tiếp theo dựa trên các trò chơi đã chơi trước đó.
Hầu hết các máy được thiết kế để đánh bại điều này bằng cách tạo ra số ngay cả khi máy không đang được chơi để người chơi không thể biết họ đang ở đâu trong chuỗi, ngay cả khi họ biết cách máy đã được lập trình.

### Tỷ lệ thanh toán
Máy đánh bạc thường được lập trình để trả ra như tiền thắng từ 0% đến 99% số tiền đã được cược bởi người chơi. Điều này được biết đến là "tỷ lệ thanh toán lý thuyết" hoặc RTP, "quay lại người chơi". Tỷ lệ thanh toán tối thiểu lý thuyết thay đổi theo các khu vực và thường được thiết lập bằng luật hoặc quy định. Ví dụ, thanh toán tối thiểu ở Nevada là 75%, ở New Jersey là 83%, và ở Mississippi là 80%. Các mẫu thắng trên máy đánh bạc - số tiền họ trả và tần suất của những khoản thanh toán đó - được chọn cẩn thận để tạo ra một phần nhất định của số tiền được trả cho "nhà" (người điều hành máy đánh bạc) trong khi trả lại phần còn lại cho người chơi trong quá trình chơi. Giả sử rằng một máy đánh bạc cụ thể có giá 1 đô la mỗi lần quay và có tỷ lệ trả lại người chơi (RTP) là 95%. Có thể tính được rằng, trong một thời gian đủ dài như 1.000.000 lần quay, máy sẽ trả lại trung bình 950.000 đô la cho người chơi, những người đã chèn 1.000.000 đô la trong khoảng thời gian đó. Trong ví dụ (đơn giản) này, máy đánh bạc được cho là trả lại 95%. Người điều hành giữ lại 50.000 đô la còn lại. Trong một số tổ chức phát triển EGM, khái niệm này được gọi đơn giản là "par". "Par" cũng hiện thực hóa cho người chơi như các kỹ thuật quảng bá: "Máy đánh bạc 'lỏng lẻo' của chúng tôi có tỷ lệ trả lại 93%! Hãy chơi ngay!"
Tỷ lệ thanh toán lý thuyết của máy đánh bạc được thiết lập tại nhà máy khi phần mềm được viết. Thay đổi tỷ lệ thanh toán sau khi một máy đánh bạc đã được đặt trên sàn chơi đòi hỏi một sự thay thế vật lý của phần mềm hoặc firmware, thường được lưu trữ trên EPROM nhưng có thể được tải lên bộ nhớ truy cập ngẫu nhiên không bay hơi (NVRAM) hoặc thậm chí được lưu trữ trên CD-ROM hoặc DVD, tùy thuộc vào khả năng của máy và quy định hiện hành. Ở một số khu vực, như New Jersey, EPROM có một seal chống giả mạo và chỉ có thể được thay đổi trong sự hiện diện của các quan chức Gaming Control Board. Các khu vực khác, bao gồm Nevada, ngẫu nhiên audit máy đánh bạc để đảm bảo rằng chúng chỉ chứa phần mềm đã được phê duyệt.
Lịch sử cho thấy rằng nhiều sòng bạc, cả trực tuyến và ngoại tuyến, đều không sẵn lòng công bố các số liệu RTP cho từng trò chơi, khiến người chơi không thể biết họ đang chơi một trò chơi "lỏng lẻo" hay "khít". Từ thế kỷ 21 trở đi, một số thông tin về những con số này đã bắt đầu xuất hiện trong công chúng thông qua việc các sòng bạc công bố chúng—chủ yếu là sòng bạc trực tuyến—hoặc thông qua các nghiên cứu của các cơ quan đánh bạc độc lập.
Quay lại cho người chơi không phải là chỉ số duy nhất quan tâm. Xác suất của mỗi khoản thanh toán trên bảng thanh toán cũng rất quan trọng. Ví dụ, xem xét một máy đánh bạc giả định với một tá giá trị khác nhau trên bảng thanh toán. Tuy nhiên, xác suất của tất cả các khoản thanh toán đều là không, trừ khoản lớn nhất. Nếu khoản thanh toán là 4,000 lần số tiền đã đưa vào, và nó xảy ra mỗi 4,000 lần trung bình, thì quay lại cho người chơi chính xác là 100%, nhưng trò chơi sẽ chán chường. Hơn nữa, hầu hết mọi người sẽ không thắng bất cứ điều gì, và việc có các mục trên bảng thanh toán có lợi nhuận là không sẽ gây hiểu lầm. Do những xác suất cá nhân này được bảo mật kỹ càng, có thể máy quảng cáo có tỷ lệ quay trở lại người chơi cao chỉ tăng xác suất của những giải thưởng jackpot. Sòng bạc có thể hợp pháp đặt các máy có cách thanh toán tương tự và quảng cáo rằng một số máy có tỷ lệ trả lại 100% cho người chơi. Ưu điểm bổ sung là những giải thưởng lớn này tăng thêm sự hồi hộp của những người chơi khác.
Bảng xác suất cho một máy cụ thể được gọi là Báo cáo Xác suất và Kế toán hoặc Bảng PARS, cũng được hiểu là Bảng thanh toán và Cuộn dây. Nhà toán học Michael Shackleford đã tiết lộ PARS cho một máy đánh bạc thương mại, một chiếc máy gốc của Công nghệ Trò chơi Quốc tế Red White and Blue. Trò chơi này, trong hình thức gốc của nó, đã lỗi thời, vì vậy những xác suất cụ thể này không áp dụng. Anh chỉ công bố tỷ lệ sau khi một fan của mình gửi cho anh một số thông tin cung cấp trên một máy đánh bạc đã được đăng trên một máy tại Hà Lan. Tâm lý thiết kế máy nhanh chóng được tiết lộ. Có 13 khoản thanh toán khả thi, từ 1:1 đến 2,400:1. Khoản thanh toán 1:1 xảy ra mỗi 8 lượt chơi. Khoản thanh toán 5:1 xảy ra mỗi 33 lượt chơi, trong khi khoản thanh toán 2:1 xảy ra mỗi 600 lượt chơi. Hầu hết người chơi cho rằng khả năng sẽ tăng tỷ lệ với khoản thanh toán. Khoản thanh toán cỡ trung được thiết kế để cho người chơi một cảm giác hồi hộp là khoản thanh toán 80:1. Nó được lập trình để xảy ra trung bình một lần mỗi 219 lượt chơi. Khoản thanh toán 80:1 là đủ cao để tạo ra sự hứng thú, nhưng không đủ cao để khiến người chơi sẽ lấy số tiền thắng của họ và bỏ trò chơi. Rất có thể người chơi đã bắt đầu trò chơi với ít nhất 80 lần cược của mình (ví dụ, có 80 quả đồng trong 20 đô la). Ngược lại, khoản thanh toán 150:1 chỉ xảy ra trung bình một lần mỗi 6,241 lượt chơi. Khoản thanh toán cao nhất là 2,400:1 chỉ xảy ra trung bình một lần mỗi 643 = 262,144 lượt chơi vì máy có 64 dừng ảo. Người chơi tiếp tục cung cấp cho máy có thể có một số khoản thanh toán cỡ trung, nhưng không có khả năng có một khoản thanh toán lớn. Anh ta dừng lại sau khi anh ta chán chường hoặc đã tiêu hết tiền của mình.
Mặc dù chúng được bảo mật, đôi khi một Bảng PARS được đăng trên một trang web. Chúng có giá trị hạn chế đối với người chơi, bởi vì thường một máy sẽ có từ 8 đến 12 chương trình có thể khác nhau với các khoản thanh toán khác nhau. Ngoài ra, những biến thể nhỏ của mỗi máy (ví dụ, với jackpot kép hoặc chơi năm lần) luôn luôn được phát triển. Người điều hành sòng bạc có thể chọn chip EPROM nào để lắp đặt vào bất kỳ máy cụ thể nào để chọn khoản thanh toán mong muốn. Kết quả là không có thực sự một loại máy trả tiền cao, vì mỗi máy có thể có nhiều cài đặt. Từ tháng 10 năm 2001 đến tháng 2 năm 2002, nhà báo Michael Shackleford đã lấy được Bảng PARS cho năm máy nickel khác nhau; bốn trò chơi IGT Austin Powers, Fortune Cookie, Leopard Spots và Wheel of Fortune và một trò chơi được sản xuất bởi WMS; Reel 'em In. Mà không tiết lộ thông tin độc quyền, anh đã phát triển một chương trình sẽ cho phép anh xác định với thường ít hơn một tá lượt chơi trên mỗi máy chip EPROM nào đã được cài đặt. Sau đó, anh đã tiến hành một cuộc khảo sát trên hơn 400 máy tại 70 sòng bạc khác nhau ở Las Vegas. Anh trung bình các dữ liệu và gán một tỷ lệ hoàn trả trung bình cho các máy trong mỗi sòng bạc. Danh sách kết quả đã được công bố rộng rãi cho mục đích tiếp thị (đặc biệt là bởi sòng bạc Palms đã có xếp hạng hàng đầu).
Một lý do khiến máy đánh bạc rất có lợi cho sòng bạc là người chơi phải chơi cả những cược "biên lợi nhuận nhà cao và thanh toán cao" cùng với những cược "biên lợi nhuận nhà thấp và thanh toán thấp". Trong một trò chơi đánh cược truyền thống hơn như xúc xắc, người chơi biết rằng một số cược có gần như 50/50 cơ hội thắng hoặc thua, nhưng chúng chỉ trả một bội số hạn chế của cược gốc (thường không cao hơn ba lần). Các cược khác có biên lợi nhuận nhà cao hơn, nhưng người chơi được thưởng bằng một khoản thắng lớn hơn (lên đến ba mươi lần trong trò chơi xúc xắc). Người chơi có thể chọn loại cược mà anh ta muốn đặt. Một máy đánh bạc không cung cấp cơ hội như vậy. Lý thuyết, người vận hành có thể công bố những xác suất này, hoặc cho phép người chơi chọn một trong số đó để người chơi tự do lựa chọn. Tuy nhiên, không có nhà vận hành nào từng thực hiện chiến lược này. Các máy khác nhau có các khoản thanh toán tối đa khác nhau, nhưng nếu không biết xác suất nhận được jackpot, không có cách hợp lý để phân biệt.
Trong nhiều thị trường nơi các hệ thống giám sát và điều khiển trung tâm được sử dụng để liên kết các máy để kiểm toán và mục đích bảo mật, thường trong các mạng diện rộng của nhiều địa điểm và hàng nghìn máy, lợi nhuận trả về cho người chơi thường phải được thay đổi từ một máy tính trung tâm chứ không phải tại mỗi máy. Một phạm vi các phần trăm được thiết lập trong phần mềm trò chơi và được chọn từ xa.
Năm 2006, Ủy ban Cờ bạc Nevada bắt đầu hợp tác với các sòng bạc ở Las Vegas về công nghệ sẽ cho phép quản lý của sòng bạc thay đổi trò chơi, xác suất, và các khoản thanh toán từ xa. Việc thay đổi không thể được thực hiện tức thì, nhưng chỉ sau khi máy được chọn đã không hoạt động ít nhất bốn phút. Sau khi thay đổi được thực hiện, máy phải bị khóa đối với người chơi mới trong bốn phút và hiển thị một thông báo trên màn hình thông báo cho những người chơi tiềm năng rằng một thay đổi đang được thực hiện.

### Máy liên kết
Một số loại máy đánh bạc có thể được liên kết với nhau trong một thiết lập đôi khi được gọi là một trò chơi "cộng đồng". Hình thức cơ bản nhất của thiết lập này liên quan đến các jackpot tăng dần được chia sẻ giữa ngân hàng máy, nhưng có thể bao gồm các tiền thưởng nhiều người chơi và các tính năng khác.
Trong một số trường hợp, nhiều máy được liên kết qua nhiều sòng bạc. Trong những trường hợp này, các máy có thể được sở hữu bởi nhà sản xuất, người chịu trách nhiệm thanh toán jackpot. Các sòng bạc thuê các máy thay vì sở hữu chúng hoàn toàn. Các sòng bạc ở New Jersey, Nevada, Louisiana, Arkansas, và South Dakota giờ đây cung cấp các jackpot tăng dần liên tiểu bang, nay cung cấp các bể jackpot lớn hơn.

### Gian lận
Máy đánh bạc cơ học và các bộ nhận tiền xu của chúng đôi khi dễ bị những thiết bị gian lận và các loại lừa đảo khác. Một ví dụ lịch sử liên quan đến việc quay một đồng xu với một đoạn dây nhựa ngắn. Trọng lượng và kích thước của đồng xu sẽ được máy chấp nhận và sẽ được cấp dự điểm. Tuy nhiên, sự quay tạo ra bởi dây nhựa sẽ khiến đồng xu đi ra qua đường hủy vào khay thanh toán. Lừa đảo cụ thể này đã trở nên lỗi thời do những cải tiến trong máy đánh bạc mới hơn. Phương pháp lỗi thời khác để đánh bại máy đánh bạc là sử dụng nguồn sáng để làm lộn xộn cảm biến quang học được sử dụng để đếm tiền xu trong quá trình thanh toán.
Máy đánh bạc hiện đại được kiểm soát bằng các chip máy tính EPROM và, trong các sòng bạc lớn, bộ nhận tiền xu đã trở nên lỗi thời thay vì bộ nhận tiền giấy. Những máy này và bộ nhận tiền giấy của chúng được thiết kế với các biện pháp chống gian lận và chống làm giả tiên tiến và khó bị lừa dối. Máy đánh bạc được điều khiển bằng máy tính đôi khi bị lừa thông qua việc sử dụng các thiết bị gian lận, như "slider", "monkey paw", "lightwand" và "the tongue". Nhiều trong số những thiết bị gian lận cũ này được làm bởi Tommy Glenn Carmichael, một kẻ gian lận máy đánh bạc đã báo cáo đã ăn cắp hơn 5 triệu đô la. Trong thời đại hiện đại, máy đánh bạc được điều khiển bằng máy tính hoàn toàn xác định và do đó kết quả có thể đôi khi được dự đoán thành công.

### Nút dừng kỹ năng
Các nút dừng kỹ năng đã tồn tại trước các máy đánh bạc điện cơ Bally của những năm 1960 và 1970. Chúng xuất hiện trên máy đánh bạc cơ học được sản xuất bởi Mills Novelty Co. từ những năm 1920. Những máy này có các cánh tay dừng cuộn đã được chỉnh sửa, cho phép chúng được giải phóng khỏi thanh thời gian, sớm hơn trong một lần chơi bình thường, chỉ cần nhấn các nút ở mặt trước của máy, nằm giữa mỗi cuộn.
Các nút "dừng kỹ năng" đã được thêm vào một số máy đánh bạc bởi Zacharias Anthony vào đầu những năm 1970. Những nút này cho phép người chơi dừng mỗi cuộn, cho phép một mức độ "kỹ năng" nhằm đáp ứng các luật chơi game của New Jersey trong ngày đòi hỏi người chơi phải kiểm soát trò chơi theo một cách nào đó. Sự chuyển đổi ban đầu được áp dụng cho khoảng 50 máy đánh bạc Bally mẫu mới. Bởi vì máy tính thông thường đã dừng cuộn tự động trong ít hơn 10 giây, các trọng lượng được thêm vào các bộ hẹn giờ cơ học để kéo dài việc dừng tự động của cuộn. Khi Ủy ban Đồ Uống Cồn New Jersey (ABC) đã chấp thuận sự chuyển đổi để sử dụng tại các trò chơi điện tử ở New Jersey, tin tức đã được lan truyền và mọi nhà phân phối khác bắt đầu thêm các nút dừng kỹ năng. Máy đã trở thành một hit lớn trên Jersey Shore và các máy Bally chưa chuyển đổi còn lại đã bị phá hủy vì chúng đã trở nên lỗi thời ngay lập tức.

### Pháp lệnh

#### Hoa Kỳ
Tại Hoa Kỳ, việc sử dụng máy đánh bạc công cộng và riêng tư được quản lý nghiêm ngặt bởi các chính phủ tiểu bang. Nhiều tiểu bang đã thành lập các ban kiểm soát cờ bạc để quản lý việc sở hữu và sử dụng máy đánh bạc và các hình thức cờ bạc khác.
Nevada là tiểu bang duy nhất không có hạn chế đáng kể đối với máy đánh bạc cả cho sử dụng công cộng và riêng tư. Tại New Jersey, máy đánh bạc chỉ được phép trong các khách sạn casino hoạt động tại Atlantic City. Một số tiểu bang (Indiana, Louisiana và Missouri) chỉ cho phép máy đánh bạc (cũng như bất kỳ cờ bạc kiểu casino nào) chỉ trên các tàu sông hoặc bè được cố định vĩnh viễn. Kể từ Bão Katrina, Mississippi đã loại bỏ yêu cầu rằng các sòng bạc ở vùng Bờ biển Vịnh phải hoạt động trên các bè và giờ đây cho phép chúng hoạt động trên đất liền dọc theo bờ biển. Delaware cho phép máy đánh bạc tại ba sân đua ngựa; chúng được quản lý bởi Ủy ban xổ số tiểu bang. Tại Wisconsin, các quán bar và quán rượu được phép có tối đa năm máy. Những máy này thường cho phép người chơi nhận thanh toán hoặc đánh cược nó trên một "trò chơi phụ" "cược tất cả hoặc không có gì".
Lãnh thổ của Puerto Rico đặt nhiều hạn chế về sở hữu máy đánh bạc, nhưng luật pháp thường bị coi thường và máy đánh bạc phổ biến ở các quán bar và quán cà phê.
Về các sòng bạc bản địa nằm trên dự trữ bản địa Mỹ, máy đánh bạc chơi chống lại nhà và hoạt động độc lập từ một hệ thống máy tính tập trung được phân loại là "Class III" theo Luật Điều chỉnh Cờ bạc của Người Mỹ bản địa (IGRA), và đôi khi được quảng cáo như máy đánh bạc kiểu "Vegas". Để cung cấp cờ bạc Class III, các bộ tộc phải tham gia vào một thỏa thuận (compact) với tiểu bang được chấp thuận bởi Bộ Nội vụ, có thể chứa các hạn chế về loại và số lượng trò chơi như vậy. Là một giải pháp, một số casino có thể vận hành máy đánh bạc như trò chơi "Class II"—một hạng mục bao gồm các trò chơi mà người chơi chơi hoàn toàn chống lại ít nhất một đối thủ khác và không phải là nhà cái, chẳng hạn như bingo hoặc bất kỳ trò chơi liên quan nào (như pull-tabs). Trong những trường hợp này, các cuộn là một màn hình giải trí với kết quả được xác định trước dựa trên một trò chơi tập trung chơi chống lại các người chơi khác. Theo IGRA, các trò chơi Class II được quản lý bởi các bộ tộc cá nhân và Ủy ban Cờ bạc Quốc gia của Người Mỹ bản địa, và không yêu cầu bất kỳ sự chấp thuận nào nếu tiểu bang đã cho phép cờ bạc bản địa.
Một số terminal đặt cược đua ngựa lịch sử hoạt động theo cách tương tự, với các máy sử dụng khe cắm như một màn hình giải trí cho các kết quả được thanh toán sử dụng hệ thống parimutuel, dựa trên kết quả của các cuộc đua ngựa đã tổ chức trước đó được chọn ngẫu nhiên (với người chơi có thể xem các chi tiết được chọn về cuộc đua và điều chỉnh các lựa chọn của họ trước khi chơi tín dụng, hoặc sử dụng hệ thống tự động đặt cược).

#### Sở hữu cá nhân
Alaska, Arizona, Arkansas, Kentucky, Maine, Minnesota, Nevada, Ohio, Rhode Island, Texas, Utah, Virginia, và West Virginia không đặt hạn chế nào đối với việc sở hữu cá nhân máy đánh bạc. Ngược lại, tại Connecticut, Hawaii, Nebraska, South Carolina, và Tennessee, việc sở hữu cá nhân bất kỳ máy đánh bạc nào hoàn toàn bị cấm. Các tiểu bang còn lại cho phép máy đánh bạc thuộc một độ tuổi nhất định (thông thường 25–30 năm) hoặc máy đánh bạc được sản xuất trước một ngày cụ thể.

### Canada
Chính phủ Canada có sự can thiệp tối thiểu vào cờ bạc ngoài Bộ luật Hình sự của Canada. Về cơ bản, thuật ngữ "kế hoạch xổ số" được sử dụng trong bộ luật có nghĩa là máy đánh bạc, bingo và các trò chơi bàn thường được liên kết với một sòng bạc. Những trò chơi này rơi vào thẩm quyền của tỉnh hoặc vùng lãnh thổ mà không cần tham chiếu đến chính phủ liên bang; trên thực tế, tất cả các tỉnh của Canada đều điều hành các ban quản lý cờ bạc quản lý xổ số, sòng bạc và các máy quay video xổ số dưới thẩm quyền của họ.
OLG đã thử nghiệm một hệ thống phân loại cho máy đánh bạc tại Grand River Raceway được phát triển bởi giáo sư Kevin Harrigan của Đại học Waterloo, là một phần của sáng kiến PlaySmart cho cờ bạc trách nhiệm. Lấy cảm hứng từ nhãn thông tin dinh dưỡng trên thực phẩm, họ hiển thị các chỉ số như biến động và tần suất thanh toán. OLG cũng đã triển khai các máy chơi điện tử với kết quả được xác định trước dựa trên một trò chơi bingo hoặc rút thẻ, ban đầu được đánh dấu là "TapTix", có vẻ ngoài giống máy đánh bạc.
Tại Ontario, ngày 4 tháng 4 năm 2022 đã chứng kiến việc tái giới thiệu thị trường cờ bạc trực tuyến. Điều này trở nên khả thi khi Bộ luật Hình sự Canada được sửa đổi để cho phép đặt cược cho một sự kiện duy nhất vào tháng 8 năm 2021. Tỉnh này dự kiến sẽ tạo ra khoảng 800 triệu đôla Canada về doanh thu tổng cộng mỗi năm.

### Australia
Tại Australia, "Máy poker" hoặc "pokies" chính thức được gọi là "máy chơi game". Tại Australia, máy chơi game là một vấn đề cho chính phủ tiểu bang, vì vậy luật pháp thay đổi giữa các tiểu bang. Máy chơi game được tìm thấy trong các sòng bạc (khoảng một trong mỗi thành phố lớn), các quán bar và câu lạc bộ ở một số tiểu bang (thường là thể thao, xã hội, hoặc các câu lạc bộ RSL). Tiểu bang Australia đầu tiên hợp pháp hóa phong cách cờ bạc này là New South Wales, khi vào năm 1956 chúng được pháp lý hóa trong tất cả các câu lạc bộ đã đăng ký trong tiểu bang. Có ý kiến cho rằng sự gia tăng của máy poker đã dẫn đến mức độ cờ bạc vấn đề tăng lên; tuy nhiên, bản chất chính xác của mối liên kết này vẫn còn mở để nghiên cứu.
Vào năm 1999, Ủy ban Năng suất Australia báo cáo rằng gần một nửa số máy chơi game của Australia đang hoạt động tại New South Wales. Vào thời điểm đó, 21% số máy cờ bạc trên toàn thế giới đang hoạt động tại Australia và, dựa trên cơ sở dân số, Australia có khoảng năm lần số máy chơi game so với Hoa Kỳ. Australia xếp hạng thứ 8 về tổng số máy chơi game sau Nhật Bản, Hoa Kỳ, Ý, Vương quốc Anh, Tây Ban Nha và Đức. Điều này chủ yếu là do máy chơi game đã được hợp pháp hóa tại tiểu bang New South Wales từ năm 1956; theo thời gian, số máy đã tăng lên 97,103 (tính đến tháng 12 năm 2010, bao gồm Lãnh thổ Thủ đô Australia). Để so sánh, tiểu bang Nevada của Hoa Kỳ, nơi hợp pháp hóa cờ bạc bao gồm máy đánh bạc vài thập kỷ trước New South Wales, có 190,135 máy đang hoạt động.
Doanh thu từ máy chơi game trong các quán bar và câu lạc bộ chiếm hơn một nửa số 4 tỷ đôla Australia thu được từ cờ bạc bởi các chính phủ tiểu bang trong năm tài chính 2002-2003.
Tại Queensland, máy chơi game trong các quán bar và câu lạc bộ phải đảm bảo tỷ lệ hoàn trả là 85%, trong khi máy đặt tại các sòng bạc phải đảm bảo tỷ lệ hoàn trả là 90%. Hầu hết các tiểu bang khác có các quy định tương tự. Tại Victoria, máy chơi game phải đảm bảo tỷ lệ hoàn trả tối thiểu là 87% (bao gồm cả cống hiến jackpot), bao gồm cả máy tại Sòng bạc Crown Melbourne. Tính đến ngày 1 tháng 12 năm 2007, Victoria đã cấm máy chơi game chấp nhận tờ 100 đôla; tất cả các máy chơi game được sản xuất từ năm 2003 đều tuân thủ quy tắc này. Luật mới này cũng cấm các máy có tùy chọn chơi tự động. Một ngoại lệ duy nhất tồn tại tại Crown Casino đối với bất kỳ người chơi nào có thẻ thành viên VIP: họ vẫn có thể chèn tờ 100 đôla và sử dụng tính năng tự động chơi (nơi máy sẽ tự động chơi cho đến khi hết tín dụng hoặc người chơi can thiệp). Tất cả các máy chơi game tại Victoria đều có màn hình thông tin mà người dùng có thể truy cập bằng cách nhấn nút "i key", hiển thị các quy tắc của trò chơi, bảng trả thưởng, tỷ lệ hoàn trả cho người chơi, và năm tổ hợp đầu và cuối với tỷ lệ của chúng. Các tổ hợp này được nêu rằng phải chơi với mức cược tối thiểu (thông thường là 1 tín dụng mỗi dòng, với 1 dòng hoặc cuộn được chơi, mặc dù một số máy mới không có tùy chọn chơi 1 dòng; một số máy có thể chỉ cho phép chơi dòng tối đa), không kể các chiến thắng tính năng.
Western Australia có quy định nghiêm ngặt nhất về máy chơi game điện tử nói chung, với khu nghỉ mát sòng bạc Crown Perth là địa điểm duy nhất được phép hoạt động chúng, và cấm hoàn toàn máy đánh bạc với những cuộn quay. Chính sách này đã có một lịch sử chính trị dài, được xác nhận bởi Ủy ban Hoàng gia vào Năm 1974 về Cờ bạc:
Poker machine playing is a mindless, repetitive and insidious form of gambling which has many undesirable features. It requires no thought, no skill or social contact. The odds are never about winning. Watching people playing the machines over long periods of time, the impressionistic evidence at least is that they are addictive to many people. Historically poker machines have been banned from Western Australia and we consider that, in the public interest, they should stay banned.

Trong khi máy chơi game của Western Australia tương tự như các tiểu bang khác, chúng không có cuộn quay. Do đó, các hoạt ảnh khác nhau được sử dụng thay vì cuộn quay để hiển thị kết quả của mỗi trò chơi.
Nick Xenophon được bầu vào với vé độc lập No Pokies trong Hội đồng Lập pháp Nam Úc tại cuộc bầu cử tiểu bang Nam Úc năm 1997 với 2,9%, được tái bầu tại cuộc bầu cử năm 2006 với 20,5%, và được bầu vào Thượng viện Australia tại cuộc bầu cử liên bang năm 2007 với 14,8%. Ứng cử viên độc lập Andrew Wilkie, một người vận động chống máy chơi poker, đã được bầu vào ghế đại diện Hạ viện Australia tại Denison tại cuộc bầu cử liên bang năm 2010. Wilkie là một trong bốn thành viên không thuộc đảng nào ủng hộ chính phủ Lao động của Julia Gillard sau kết quả bầu cử không rõ ràng. Wilkie ngay lập tức bắt đầu thiết lập quan hệ với Xenophon ngay khi rõ ràng anh ta đã được bầu. Đổi lại sự ủng hộ của Wilkie, chính phủ Lao động đang cố gắng thực hiện công nghệ cam kết trước cho máy chơi poker có mức cược cao / cường độ cao, chống lại sự phản đối từ Liên minh Tony Abbott và Clubs Australia.
Trong suốt đại dịch COVID-19 năm 2020, tất cả các cơ sở tại quốc gia này hỗ trợ máy chơi poker đều bị đóng cửa, nhằm ngăn chặn sự lây lan của virus, làm cho việc sử dụng máy chơi poker của Australia hiệu quả rơi về không.

### Nga
Ở Nga, "câu lạc bộ slot" xuất hiện khá muộn, chỉ vào năm 1992. Trước năm 1992, máy đánh bạc chỉ có trong các sòng bạc và các cửa hàng nhỏ, nhưng sau đó câu lạc bộ slot bắt đầu xuất hiện trên khắp đất nước. Những câu lạc bộ phổ biến và đông đảo nhất là "Vulcan 777" và "Taj Mahal". Kể từ năm 2009, khi các cơ sở cờ bạc bị cấm, hầu hết tất cả các câu lạc bộ slot đã biến mất và chỉ xuất hiện tại các khu vực cờ bạc được ủy quyền đặc biệt.

### Vương quốc Anh

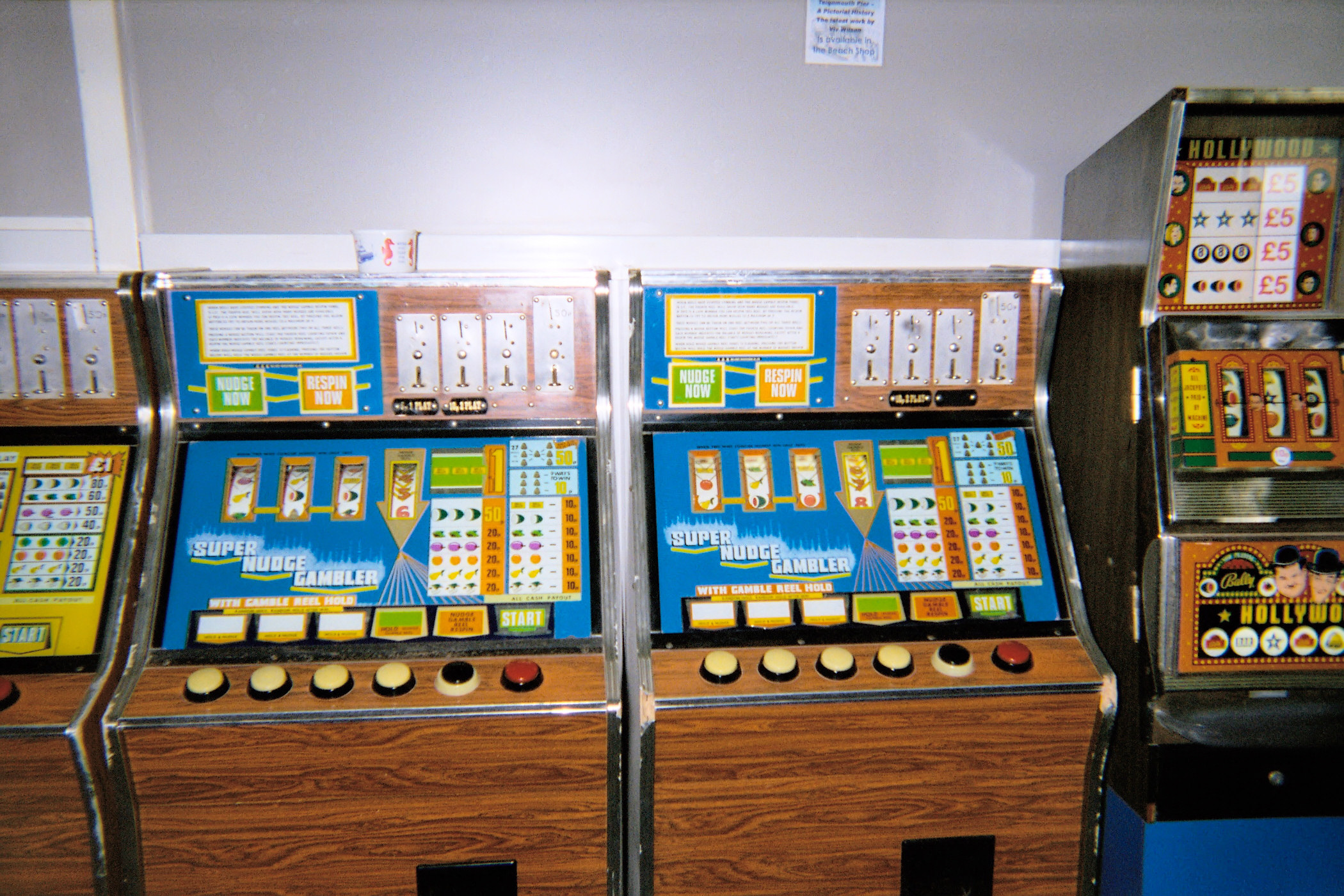
Hàng loạt máy chơi game cũ tại Teignmouth Pier, Devon

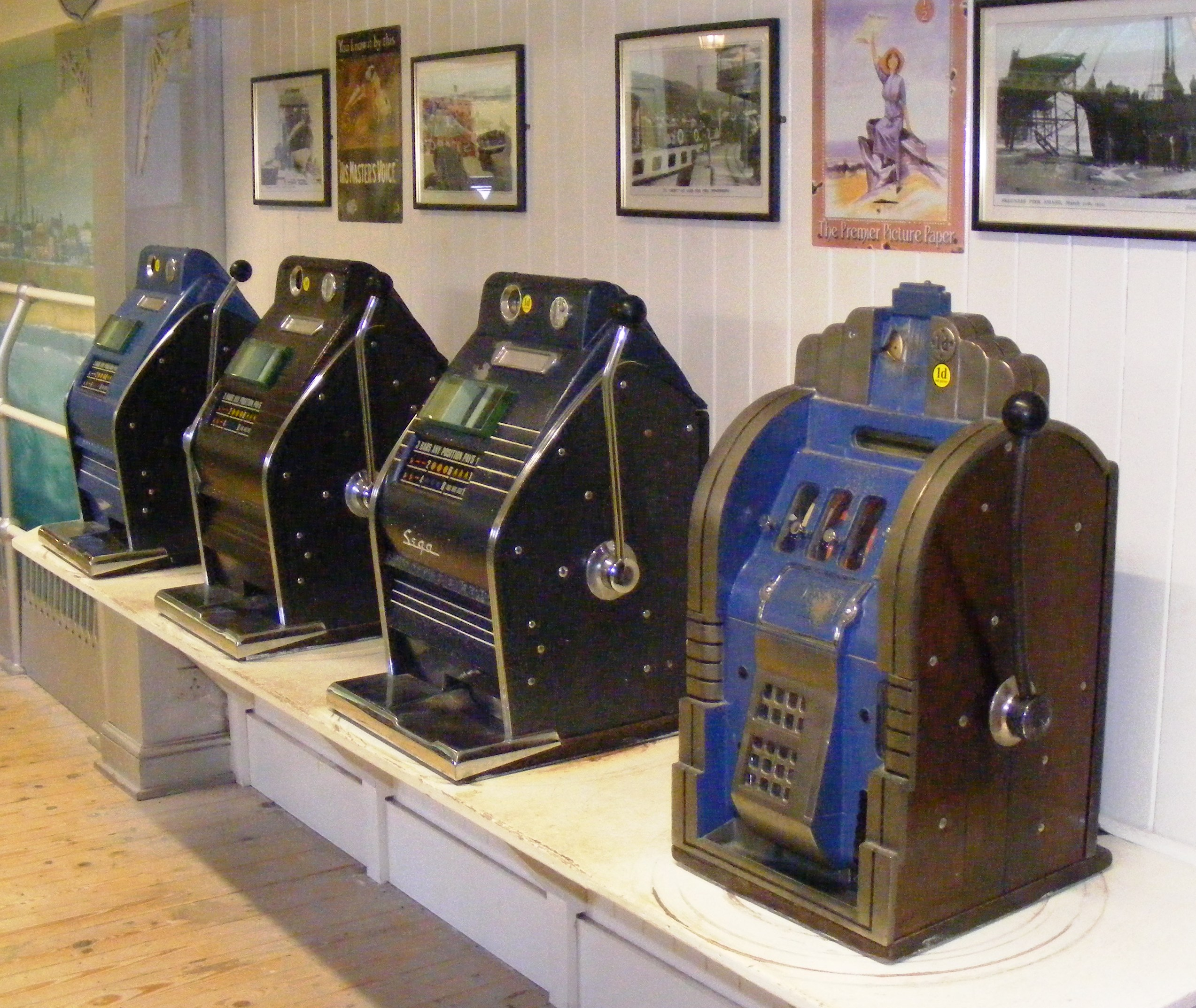
Máy đánh bạc tại Wookey Hole Caves

Máy đánh bạc tại Vương quốc Anh được quản lý bởi Gambling Act 2005, thay thế cho Gaming Act 1968.
Máy đánh bạc ở Vương quốc Anh được phân loại theo định nghĩa được đưa ra bởi Gambling Commission như một phần của Đạo luật Cờ bạc năm 2005.

### Nhật Bản
Máy đánh bạc Nhật Bản, được biết đến với tên pachisuro (パチスロ) hoặc pachislot từ các từ "pachinko" và "máy đánh bạc", là hậu duệ của trò chơi pachinko truyền thống của Nhật Bản. Máy đánh bạc là một hiện tượng tương đối mới và chúng chủ yếu được tìm thấy ở các phòng chơi pachinko và các khu vực dành cho người lớn của amusement arcade, được biết đến là trung tâm game.
Các máy được điều chỉnh với mạch tích hợp, và có sáu mức độ khác nhau thay đổi tỷ lệ của một 777. Các cấp độ cung cấp một kết quả khá chính xác từ 90% đến 160% (200% cho người chơi có kỹ năng). Máy đánh bạc Nhật Bản có thể "đánh bại". Các nhà vận hành phòng chơi tự nhiên đặt hầu hết các máy để đơn giản thu thập tiền, nhưng cố tình đặt một vài máy trả tiền trên sàn để có ít nhất một người chiến thắng, khuyến khích người chơi trên các máy thua để tiếp tục đánh bạc, sử dụng tâm lý của sự mê muội của người đánh bạc.
Mặc dù có nhiều loại máy pachislot, có một số quy tắc và quy định được đưa ra bởi Hiệp hội Công nghệ Điện tử và Truyền thông Bảo vệ (保安電子通信技術協会), một chi nhánh của Cơ quan Cảnh sát Quốc gia. Ví dụ, phải có ba cuộn. Tất cả các cuộn phải được đi kèm với các nút cho phép người chơi dừng chúng một cách thủ công, cuộn không được quay nhanh hơn 80 RPM, và cuộn phải dừng lại trong 0.19 giây sau khi nhấn nút. Trên thực tế, điều này có nghĩa là máy không thể để cuộn trượt quá 4 biểu tượng. Các quy tắc khác bao gồm một giới hạn thanh toán 15 đồng xu, một giới hạn 50 tín dụng trên máy, một cược tối đa 3 đồng xu, và các quy định khác.
Mặc dù việc thanh toán 15 đồng xu có vẻ khá thấp, các quy định cho phép chế độ "Big Bonus" (c. 400–711 đồng xu) và chế độ "Regular Bonus" (c. 110 đồng xu) nơi những thanh toán 15 đồng xu xảy ra gần như liên tục cho đến khi chế độ bonus kết thúc. Trong khi máy đang ở chế độ bonus, người chơi được giải trí với những cảnh chiến thắng đặc biệt trên màn hình LCD, và âm nhạc kích thích được nghe, thanh toán sau thanh toán.
Ba tính năng độc đáo khác của máy Pachisuro là "kho dự trữ", "renchan", và tenjō (天井). Trên nhiều máy, khi đủ tiền để mua một bonus được nhận vào, bonus không được trao ngay lập tức. Thông thường, trò chơi chỉ dừng lại việc làm cho cuộn trượt khỏi các biểu tượng bonus trong một số trò chơi. Nếu người chơi không đánh trúng bonus trong những trò chơi "chờ đợi" này, nó sẽ được thêm vào "kho dự trữ" để thu thập sau. Nhiều trò chơi hiện tại, sau khi kết thúc một vòng bonus, đặt xác suất để phát hành thêm kho dự trữ (được lấy từ những người chơi trước đó không nhận được bonus lần cuối máy dừng lại làm cuộn trượt một chút) rất cao cho một số trò chơi đầu tiên. Kết quả là, một người chơi may mắn có thể được chơi nhiều vòng bonus liên tiếp (một "renchan"), làm cho thanh toán của 5,000 hoặc thậm chí 10,000 đồng xu trở nên có thể. Sức hút của "kho dự trữ" đang chờ trong máy, và khả năng của "renchan" khiêu khích người đánh bạc tiếp tục nạp tiền vào máy. Để khiêu khích họ thêm, có một tenjō (trần), một giới hạn tối đa về số trò chơi giữa việc phát hành "kho dự trữ". Ví dụ, nếu tenjō là 1,500, và số trò chơi đã chơi từ lần cuối cùng nhận bonus là 1,490, người chơi được đảm bảo sẽ nhận được một bonus trong chỉ 10 trò chơi.
Do các hệ thống "kho dự trữ", "renchan", và tenjō, có thể kiếm tiền bằng cách chỉ chơi máy mà một người nào đó vừa mất một lượng tiền lớn. Điều này được gọi là làm một "linh cẩu". Họ dễ dàng nhận biết, lượn lờ trong các hàng ghế tìm một "kamo" ("người dễ tin" trong tiếng Anh) để rời máy của mình.
Nói ngắn gọn, các quy định cho phép "kho dự trữ", "renchan", và tenjō đã biến pachisuro từ một hình thức giải trí đánh cược thấp chỉ vài năm trở lại đây thành cờ bạc nghiêm trọng. Nhiều người có thể đang đánh bạc nhiều hơn họ có thể chi trả, và những thanh toán lớn cũng thu hút loại "linh cẩu" không ưa nhìn vào các sảnh cờ bạc.
Để giải quyết những vấn đề xã hội này, một quy định mới (Phiên bản 5.0) đã được áp dụng vào năm 2006, hạn chế lượng tối đa của "kho dự trữ" mà một máy có thể giữ lại khoảng 2,000–3,000 đồng xu' giá trị của các trò chơi bonus. Hơn nữa, tất cả các máy pachisuro phải được đánh giá lại về việc tuân thủ quy định mỗi ba năm. Phiên bản 4.0 đã ra đời vào năm 2004, vì vậy điều đó có nghĩa là tất cả những máy với thanh toán lên đến 10,000 đồng xu sẽ bị loại bỏ khỏi dịch vụ vào năm 2007.

## Tranh chấp Jackpot
Các máy đánh bạc điện tử có thể gặp sự cố. Khi số tiền hiển thị nhỏ hơn số tiền nó cần phải hiển thị, lỗi thường không được chú ý. Khi điều ngược lại xảy ra, tranh chấp có khả năng xảy ra. Dưới đây là một số cuộc tranh cãi đáng chú ý do chủ sở hữu của các máy cho rằng số tiền hiển thị nhiều hơn rất nhiều so với số tiền mà khách hàng nên nhận được.

### Hoa Kỳ
Hai vụ kiện như vậy đã xảy ra tại các sòng bạc ở Colorado vào năm 2010, khi lỗi phần mềm dẫn đến việc thông báo giải thưởng Jackpot lên đến $11 triệu và $42 triệu. Việc phân tích hồ sơ máy bởi Ủy ban Cờ bạc tiểu bang đã phát hiện ra các lỗi, với giải thưởng thực sự là nhỏ hơn rất nhiều. Luật cờ bạc tiểu bang không yêu cầu một sòng bạc phải trả giải trong trường hợp đó.

### Việt Nam
Vào ngày 25 tháng 10 năm 2009, trong khi một người đàn ông gốc Việt, Ly Sam, đang chơi máy đánh bạc tại Câu lạc bộ Palazzo tại Khách sạn Sheraton Saigon ở Thành phố Hồ Chí Minh, Việt Nam, máy hiển thị rằng anh ta đã trúng Jackpot trị giá 55,542,296.73 đô la Mỹ. Sòng bạc từ chối trả tiền, nói rằng đây là lỗi của máy, Ly đã kiện sòng bạc. Vào ngày 7 tháng 1 năm 2013, Tòa án Nhân dân Quận 1 tại Thành phố Hồ Chí Minh quyết định rằng sòng bạc phải trả số tiền mà Ly yêu cầu trọn vẹn, không tin vào báo cáo lỗi từ một công ty kiểm định do sòng bạc thuê. Cả hai bên đều kháng cáo sau đó, và Ly yêu cầu lãi suất trong khi sòng bạc từ chối trả tiền cho anh ta. Vào tháng 1 năm 2014, tin tức báo cáo rằng vụ kiện đã được giải quyết ngoài tòa, và Ly đã nhận được một khoản tiền không được tiết lộ.

## Cờ bạc và Máy đánh bạc

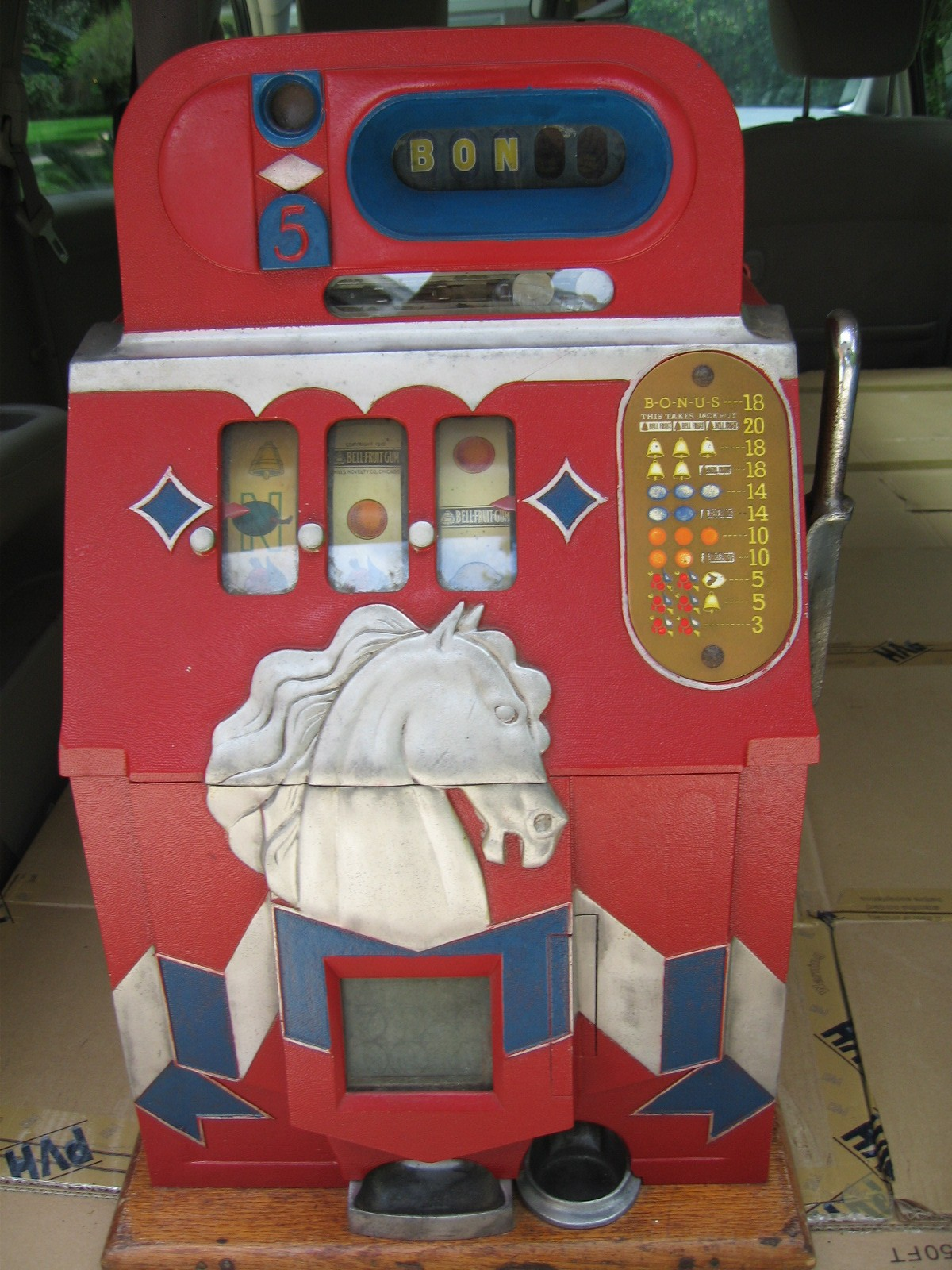
Mills Novelty Co. Horse Head Bonus antique slot machine

Natasha Dow Schüll, giáo sư phụ tá tại Khoa Truyền thông, Văn hóa và Truyền thông của Đại học New York, sử dụng thuật ngữ "vùng máy" để mô tả trạng thái mê mải mà người sử dụng máy đánh bạc trải qua khi đánh bạc, nơi họ mất đi ý thức về thời gian, không gian, ý thức về cơ thể và giá trị tiền tệ.
Mike Dixon, Tiến sĩ, giáo sư tâm lý học tại Đại học Waterloo, nghiên cứu mối quan hệ giữa người chơi máy đánh bạc và máy. Trong một trong những nghiên cứu của Dixon, người chơi được quan sát thấy trạng thái hưng phấn tăng lên từ kích thích cảm giác đến từ máy. Họ "muốn chứng minh rằng những 'khoản thua giả dạng như thắng' (LDWs) sẽ gây hưng phấn giống như việc thắng, và gây hưng phấn hơn so với việc thua thông thường."
Các nhà tâm lý học Robert Breen và Marc Zimmerman đã phát hiện rằng người chơi máy đánh bạc video đạt đến mức độ tham gia vào việc đánh bạc một cách tổn thương ba lần nhanh hơn so với những người chơi các trò chơi sòng bạc truyền thống, ngay cả khi họ đã tham gia vào các hình thức đánh bạc khác mà không gặp vấn đề.
Nghiên cứu về theo dõi mắt trong các văn phòng bookkeeper địa phương tại Anh cho thấy, trong trò chơi đánh bạc, những cuộn trò chơi chiếm sự chú ý thị giác của người chơi, và người đánh bạc có vấn đề nhìn nhiều hơn vào thông báo về số tiền đã thắng so với những người không có vấn đề về đánh bạc.
Báo cáo 60 Minutes năm 2011 "Máy đánh bạc: Cược lớn" tập trung vào liên kết giữa máy đánh bạc và nghiện đánh bạc.